# Hulk vs Thor
Hulk vs Thor es una película de animación estadounidense de 2009 que constituye uno de los segmentos de 45 minutos, que integran la película animada Hulk vs. siendo el otro cortometraje Hulk vs Wolverine.
La película fue producida directamente en video por Marvel Animation y Lionsgate en 2009.

## Argumento
Durante el invierno, Odín el padre de todos debe descansar durante una semana para recuperar fuerzas. En ese tiempo los enemigos de Asgard tratan de reclamar o conquistar su reino, pero Thor, se encarga de mantener el orden en el mismo.
Loki, medio hermano de Thor, trama un plan para tomar el control del reino de Asgard y derrotar a su medio hermano. Con la ayuda de Amora, la Encantadora, lleva a Bruce Banner hasta Asgard y logran luego de que este se transforma en Hulk, separar las dos personalidades en dos cuerpos diferentes, tomando Loki el control de Hulk y asesinando más tarde a Banner,  luego de que este tratase de advertirle acerca del peligro de dejar a la bestia sin una mente moderadora que la controle.
Loki maneja el cuerpo de Hulk como si fuese un ávatar y tras derrotar a los guardias de las puertas del reino, que habían hecho sonar un cuerno para advertir del peligro, se propone seguir avanzando, pero es frenado por el Mjolnir de Thor que aparece justo a tiempo para detenerlo. Thor trata de razonar con la mente de Banner dentro de Hulk y saber por qué ha venido a Asgard, creyendo que se trata del Hulk de siempre, pero pronto descubre que es Loki quien lo controla a su antojo. Thor recibe varios golpes por parte de Hulk-Loki pero logra recuperarse y tras combatirlo cuerpo a cuerpo durante un momento, es arrojado por la bestia al interior de un templete, dejando su Mjolnir a un lado. Hulk-Loki trata de levantar el martillo sin lograrlo, lo cual hace que Loki se enfurezca. Amora le advierte que la su ira está alimentando al monstruo y que el hechizo que ella misma ideó para que Loki pueda controlar al cuerpo de la bestia se está perdiendo. Pero Loki sigue tratando de levantar el martillo hasta que éste vuela a las manos de Thor, ya que el encantamiento de Odín hace que el Mjolnir solo pueda ser esgrimido por alguien digno. Thor le dice que lo único que obtendrá será su trueno y acto seguido invoca un rayo que paraliza a Hulk-Loki. Enseguida Thor vuela hasta cierta distancia y con el grito de "Por Odín y por Asgard" arroja su Mjolnir directamente contra el cuerpo de Hulk derrotándolo temporalmente y rompiendo el hechizo que lo une a Loki. 
Sin embargo Amora advierte que ahora el Hulk está libre y que es la maldad encarnada. Thor le pregunta a Hulk si se rinde mientras que este con su cuerpo aún chamuscado comienza a atacar a Thor con una descomunal furia sin que el dios logre detenerlo. La bestia golpea a Thor durante un buen rato dejándolo casi inconsciente. Luego Hulk huye hacia otras partes del reino, enfrentándose incluso a enormes gigantes de hielo que se cruzan en su camino. No se trata de un Hulk Bannerless como el que Thor ya había enfrentado en New York en una ocasión anterior, donde el dios Asgardiano logró mantener a raya sin dificultad, a esa bestia sin el control moderador de Banner, hasta que apareciera el Dr Stranger y lo enviase con un hechizo a la dimensión del olvido. En esta oportunidad el Hulk en cuestión es una bestia imparable, alimentada por el odio de Loki hasta convertirse en un ser de odio y maldad puros a la vez que su factor de retroalimentación continúa funcionando y a mayor enojo más fuerte se torna.
Thor herido y confundido cree ver a Hela acercarse, pero se trata en realidad de Amora, quien le confiesa a Thor que lo que hizo fue por los celos de que él haya elegido a Sif como su consorte en lugar de a ella. Entonces Amora lo besa e inmediatamente Thor recupera sus fuerzas a la vez que sus herida se sanan mágicamente. Thor le pregunta dónde está Loki y parten en busca de su medio hermano. Thor y Amora llegan al escondite de Loki solo para darse  cuenta de que Banner había sido asesinado y su alma ahora estaba en manos de Hela. Thor le pide a Amora que ayude a Sif a custodiar al cuerpo de Odín que se encuentra en letargo. Esta acepta a regañadientes y mantienen a Odín por un momento fuera de las manos de la bestia la cual no se detenía en su intento de arrasar con todo el reino. Thor, reunido con Loki llegan hasta Hel y convencen a Hela de que lleve hacia allí al Hulk ya que sin él, el alma de Banner que está en su poder, es un alma incompleta. Hela teletransporta a la bestia hasta Hel y este comienza a atacar incluso a las almas que allí se encuentran. Thor trata de convencer a Banner de que se una al monstruo, pero este se niega debido a que ahora posee una vida espiritual apacible sin su alter ego. Thor vuelve a enfrentarse a Hulk nuevamente y logra mantenerlo a raya por unos instantes hasta que la bestia vuelve a atacarlo salvajemente, Loki interviene en la lucha y unifican sus poderes, pero ni aun así logran parar a ese ser bestial y finalmente Banner llama la atención del monstruo el cual cuando lo ve corre hacia él y cuando intenta aplastarlo, mágicamente vuelven a fusionarse. Con la mente de Banner moderándolo, Hulk siente el cansancio de la batalla con los dioses y se desmaya volviendo a transformarse en Banner.
Hela considera que ese ser es muy peligroso para tenerlo en Hel y decide enviarlo otra vez a Midgard (La Tierra) no sin antes tratar de cobrarse con Loki, el alma a la que ha tenido que renunciar al enviar a Banner a la Tierra, sin embargo Hela le menciona a Thor que como Loki es su padre, ella solo se lo quedara durante un tiempo y que después eso lo liberara. Thor vuelve junto a Sif y pasado el conflicto celebran el despertar de Odín, mientras que Amora se siente triste por haber perdido a Thor una vez más. En una escena final se ve a Banner alejarse por una carretera mientras Odín se muestra agradecido porque el bien triunfase sobre el mal y por el sacrificio hecho por ese hombre.

## Reparto de voces
| Fred Tatasciore | Hulk                    |
| Matthew Wolf    | Thor                    |
| Graham McTavish | Loki                    |
| Grey Griffin    | Sif                     |
| Kari Wahlgren   | Amora                   |
| Bryce Johnson   | Bruce Banner            |
| Janyse Jaud     | Hela / Lady Deathstrike |